# Pécsudvard, Baranya
Pécsudvard este un sat în districtul Pécs, județul Baranya, Ungaria, având o populație de 744 de locuitori (2011). 

## Demografie
Componența etnică a satului Pécsudvard
     Maghiari (78,69%)
     Croați (15,86%)
     Germani (3,22%)
     Sârbi (1,86%)
     Necunoscut (0,37%)
     Alții (0,37%)
Componența confesională a satului Pécsudvard
     Romano-catolici (49,73%)
     Fără religie (12,37%)
     Reformați (6,18%)
     Atei (1,21%)
     Necunoscută (29,3%)
     Alte religii (2,69%)
Conform recensământului din 2011, satul Pécsudvard avea 744 de locuitori. Din punct de vedere etnic, majoritatea locuitorilor (78,69%) erau maghiari, existând și minorități de croați (15,86%), germani (3,22%) și sârbi (1,86%). Apartenența etnică nu este cunoscută în cazul a 0,37% din locuitori. Nu există o religie majoritară, locuitorii fiind romano-catolici (49,73%), persoane fără religie (12,37%), reformați (6,18%) și atei (1,21%). Pentru 29,3% din locuitori nu este cunoscută apartenența confesională.